# Memories Within Miss Aggie
Memories Within Miss Aggie és una pel·lícula pornogràfica estatunidenca del 1974 dirigida per Gerard Damiano i protagonitzada per Deborah Ashira, Eric Edwards, i Harry Reems. La pel·lícula ret homenatge tant a l'anterior pel·lícula de Damiano The Devil in Miss Jones com a Psicosi d'Alfred Hitchcock.

## Trama
L'estructura narrativa de la pel·lícula inclou una dona, la senyoreta homònima Aggie (Ashira), que relata les seves trobades sexuals anteriors al seu amant (Edwards). Les encarnacions més joves de Miss Aggie són interpretades per altres actrius. La veracitat del record de la senyoreta Aggie està en dubte.

## Repartiment
- Deborah Ashira com Aggie
- Eric Edwards com a Richard I
- Harry Reems com a Ricard II
- Kim Pope com Aggie I
- Mary Stuart com Aggie II
- Darby Lloyd Rains com Aggie III

## Campanya dels Oscar
El 1975, Inish Kae, el distribuïdor de la pel·lícula, va llançar una campanya publicitària promocionant la pel·lícula per les Nominacions als Premis de l'Acadèmia. Els anuncis de la premsa comercial de la indústria de l'entreteniment van promocionar Miss Aggie als Oscars a la millor pel·lícula, millor director (Damiano) i millor actriu (Deborah Ashira).

## Mitjans domèstics
El setembre de 2018, la pel·lícula va ser restaurada en 2K i llançada en DVD i Blu-ray per Vinegar Syndrome.